# Estadio Óscar Palín Estrada
El Estadio Óscar Palín Estrada es el principal estadio del municipio de Palín, Escuintla, Guatemala, situado en el kilómetro 36.5 de la CA-9 junto a la estación de bomberos municipal y el Hospital de Palín y en él se juega La Liga Palineca de Fútbol durante un año calendario.
Es utilizado por AFF Palin, AFF Palín B y  Juventud Palineca FC para la Segunda División de Guatemala y Tercera División de Guatemala.
En este estadio AFF Palin consiguió el ascenso histórico como campeón.
Junto con el Estadio Maria Mattos y el Estadio Palinche, en los cuales se juegan diferentes ligas, forma parte de los tres estadios "importantes" del municipio.
- Datos: Q54809863